# Boltby
Boltby är en ort och civil parish i Storbritannien.   Den ligger i grevskapet North Yorkshire och riksdelen England, i den centrala delen av landet, 300 km norr om huvudstaden London. Boltby ligger 140 meter över havet och antalet invånare är 143.
Terrängen runt Boltby är kuperad åt nordost, men åt sydväst är den platt. Runt Boltby är det ganska glesbefolkat, med 27 invånare per kvadratkilometer. Närmaste större samhälle är Thirsk, 7,6 km sydväst om Boltby. Trakten runt Boltby består i huvudsak av gräsmarker.